# 甘肃省高级人民法院
甘肃省高级人民法院是中華人民共和國甘肃省的高级人民法院。依法独立行使审判权，对甘肃省人民代表大会及其常务委员会负责并报告工作。

## 沿革
1949年6月，陕甘宁边区政府决定成立甘肃行政公署人民法院。同年7月，任命史文秀为院长，焦胜桐为副院长，负责组建甘肃人民法院。8月27日，中国人民解放军兰州市军事管制委员会对原国民党甘肃高等法院予以接管。1949年9月19日，甘肃人民法院正式成立，隶属最高人民法院西北分院。1951年9月，改称甘肃省人民法院。1954年5月，宁夏省人民法院并入甘肃省人民法院。1954年9月，改称甘肃省高级人民法院。1966年6月文化大革命开始后，甘肃省高级人民法院陷入瘫痪。1968年5月，甘肃省革命委员会保卫部审判组取代其职权。1972年12月12日，甘肃省革命委员会决定，恢复甘肃省高级人民法院机构，并任命刘兰亭为院长。

## 机构设置
- 审判委员会

### 内设机构
- 办公室
- 政治部
- 人事处
- 教育处
- 法官管理处
- 老干部工作处
- 监察室
- 机关党委
- 审判管理办公室
- 研究室
- 宣传处
- 司法行政装备处
- 网络信息处
- 直属处
- 刑事审判第一庭
- 刑事审判第二庭
- 刑事审判第三庭
- 少年法庭
- 民事审判第一庭
- 民事审判第二庭
- 民事审判第三庭
- 环资审判庭
- 行政审判庭
- 赔偿委员会办公室
- 立案一庭
- 立案二庭
- 信访室
- 审判监督一庭
- 审判监督二庭
- 司法技术处
- 执行局
- 执行综合管理处
- 执行复议监督处
- 执行协调指导处
- 督查联络处
- 司法警察总队
- 中共甘肃省纪委派驻省法院纪检组

### 事业单位
- 甘肃省法官学院
- 甘肃省法官学院分院
- 甘肃省少数民族法制研究所

## 历任领导

### 院长
- 史文秀
- 吴思宏（1958年10月）
- 权维才（1961年3月）
- 史文秀（1963年3月）
- 刘兰亭（1972年12月）
- 彭应（1977年12月）
- 吴思宏（1979年）
- 秦炳（1983年5月）
- 王世文（1993年1月）
- 张树兰（1998年1月）
- 郝洪涛（2003年1月）
- 梁明远（2008年1月）
- 张海波（2018年1月）
- 王中明（2023年1月）

### 副院长
- 张泽武（2025年4月）党组副书记、副院长(正厅长级)

## 对应中级人民法院/铁路运输中级法院
- 甘肃省兰州市中级人民法院
- 甘肃省嘉峪关市中级人民法院
- 甘肃省金昌市中级人民法院
- 甘肃省白银市中级人民法院
- 甘肃省天水市中级人民法院
- 甘肃省酒泉市中级人民法院
- 甘肃省张掖市中级人民法院
- 甘肃省武威市中级人民法院
- 甘肃省定西市中级人民法院
- 甘肃省陇南市中级人民法院
- 甘肃省平凉市中级人民法院
- 甘肃省庆阳市中级人民法院
- 甘肃省临夏回族自治州中级人民法院
- 甘肃省甘南藏族自治州中级人民法院
- 兰州铁路运输中级法院
- 甘肃省林区中级法院
- 甘肃矿区人民法院